# Steponas Darius
 (avril 2019).
Si vous disposez d'ouvrages ou d'articles de référence ou si vous connaissez des sites web de qualité traitant du thème abordé ici, merci de compléter l'article en donnant les références utiles à sa vérifiabilité et en les liant à la section « Notes et références ».
Steponas Darius, né sous le nom de Steponas Darašius et connu aux États-Unis sous le nom de Stephen Darius, né le 8 janvier 1896 à Rubiškė dans l'Empire russe, aujourd'hui en Lituanie, et mort le 17 juillet 1933 près de Soldin en Allemagne nazie, est un sportif et un pilote lituanien-américain.

## Biographie
Né à Rubiškė, au sein de l'Empire russe, Darašius émigra aux États-Unis avec sa famille en 1907. En 1917, il rejoint l'United States Army, après que les États-Unis entrèrent en guerre pour la Première Guerre mondiale, et changea son nom en Darius. Il servit en tant qu'opérateur téléphonique dans le 149th Field Artillery Regiment, combattant en France, fut blessé et reçut la médaille Purple Heart. En 1920, il retourna en Lituanie et rejoint l'armée lituanienne, en tant que responsable de l'école militaire en 1921. Il aida à organiser la Révolte de Klaipėda en 1923. Il compléta son entraînement dans l'aviation. En 1927, il retourna aux États-Unis et commença à travailler dans l'aviation civile. Il forma le South Bend Airways en partenariat avec Carl G. Jordan de South Bend (Indiana).
Pendant qu'il vivait en Lituanie, il fut actif dans différents sports. Il est à l'origine du premier stade à Kaunas, stade qui sera renommé S. Dariaus ir S. Girėno stadionas. Il joua au basket-ball, au baseball (c'est lui qui créa le championnat lituanien en 1922), au hockey-sur-glace, et pratiqua la boxe et l'athlétisme. Il fit partie de la sélection lituanienne de football lors des Jeux olympiques 1924 de Paris, en tant que gardien, néanmoins, il fut remplaçant. La Lituanie fut éliminée au tour préliminaire. De plus il publia des ouvrages sur le basket-ball et le baseball, il est considéré comme celui qui a apporté ces sports en Lituanie. Il fut le premier détenteur d'une chaine de sport et est un des fondateurs du Sporto Žurnalas (Magazine de Sports).
Le 15 juillet 1933, en compagnie de Stasys Girėnas (en), il tenta un vol sans escale de New York à Kaunas, soit 7 186 km, dans un Bellanca CH-300 appelé Lituanica. Après avoir traversé l'Océan Atlantique en 37 heures et 11 minutes, ils s'écrasèrent le 17 juillet à 00:36, dans le village de Kuhdamm, près de Soldin, probablement à cause des conditions météorologiques difficiles combinées à des difficultés techniques. Les deux aviateurs furent tués dans le crash. Ils avaient couvert une distance de 6 411 km sans s'arrêter et étaient seulement à 650 km de leur destination finale.
Depuis 1993, la Lietuvos monetų kalykla a commencé à frapper des pièces commémoratives. La première pièce commémorative de 10 litų en cupronickel a été produite pour célébrer le 60e anniversaire du vol au-dessus de l'Atlantique par Steponas Darius et Stasys Girėnas (en). Un monument en l'honneur de Darius et de Girenas est présent au nord-est du Marquette Park (en) à Chicago.

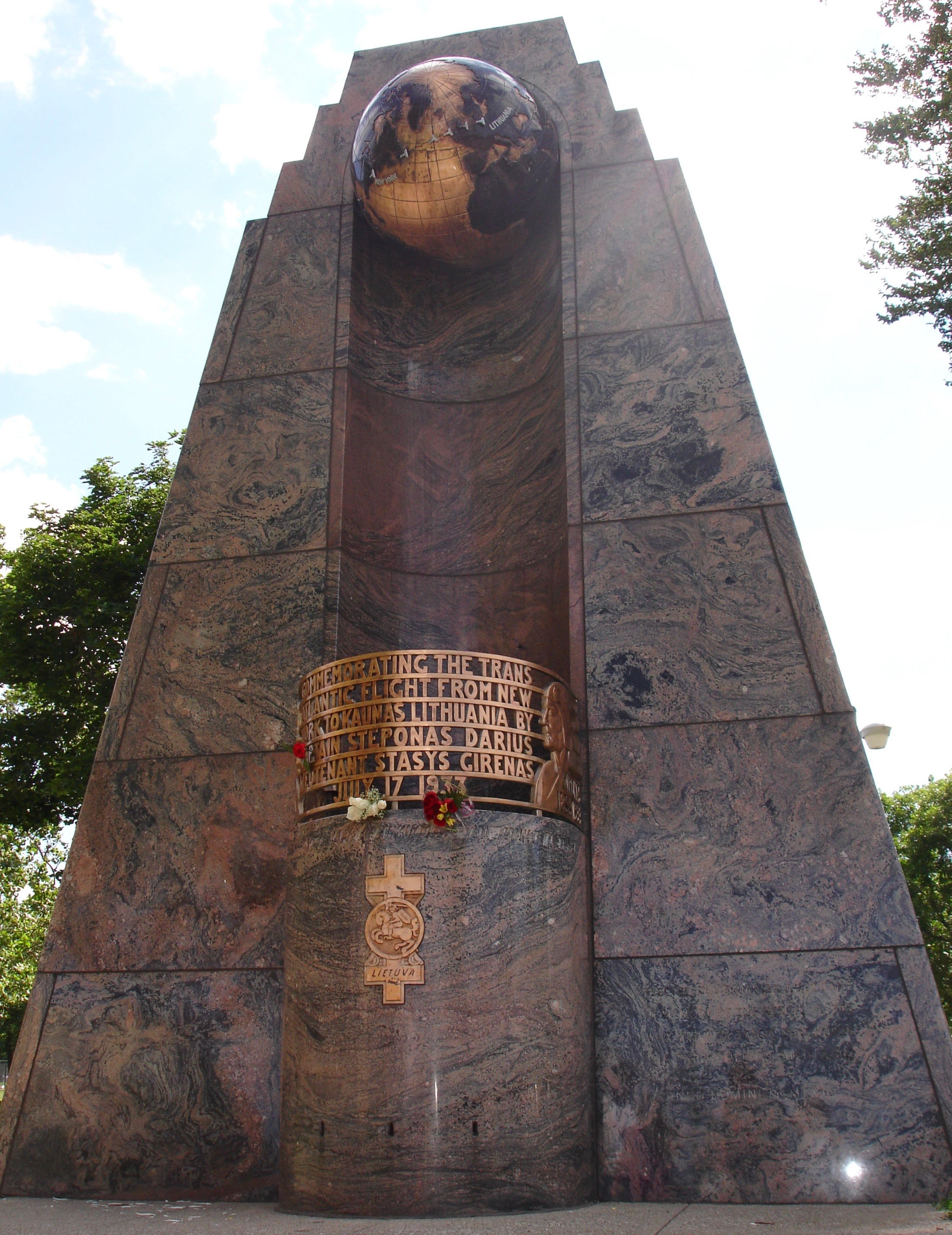
Darius & Girenas monument à Marquette Park, Chicago, Illinois.
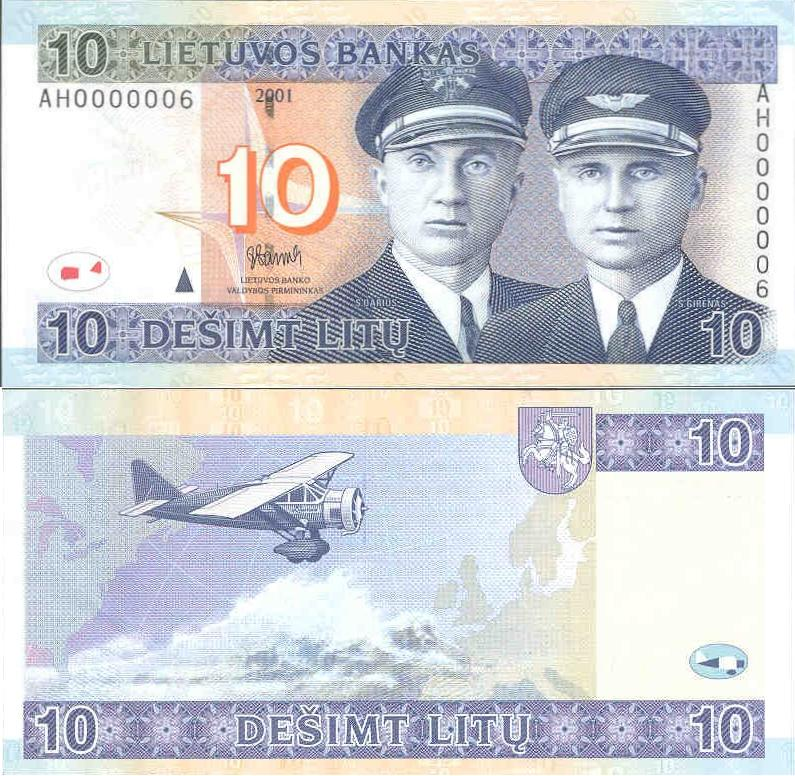
Billet de 10 litai de 2001.
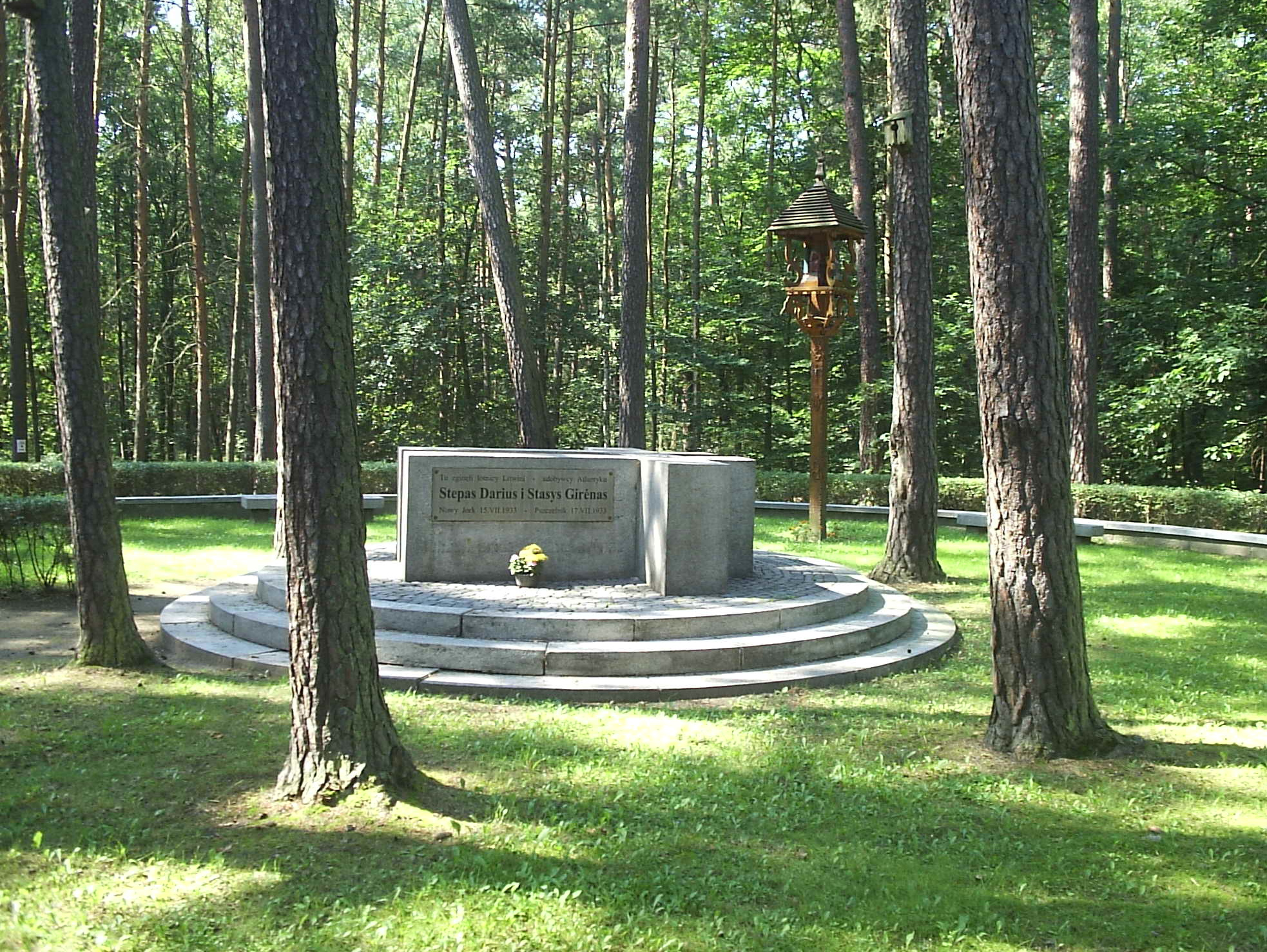
Monument commémoratif de l'accident d'avion, près de Pszczelnik en Pologne.